# 피에트로 세란토니
피에트로 세란토니(이탈리아어: Pietro Serantoni ˈpjɛːtro seranˈtɔːni[*]; 1906년 12월 12일, 베네토 주 베네치아 ~ 1964년 10월 6일, 라치오 주 로마)는 이탈리아의 축구 미드필더이자 감독이다.

## 클럽 경력
베네치아 출신인 세란토니는 베네치아, 인테르나치오날레(1928–1934), 유벤투스(1934–1936), 로마(1936–1940), 그리고 수차라에서 활약했다.
그는 2번의 이탈리아 리그 우승을 거두었는데, 1930년에 인테르나치오날레 소속으로,(세리에 A 개편 이후 첫 시즌이다) 1934-35 시즌에 유벤투스 소속으로 방패를 획득했다.

## 국가대표팀 경력
세란토니는 이탈리아 국가대표팀 경기에 16번 출전하여 1933-35년 중부 유럽 선수권 대회와 1938년 월드컵 우승을 경험했다.

## 수상

### 클럽
암브로시아나-인테르
- 세리에 A: 1929–30

유벤투스
- 세리에 A: 1934–35

### 국가대표팀
이탈리아
- 월드컵: 1938
- 중부 유럽 선수권 대회: 1933-35